# Florică Ică Calotă
Florică Ică Calotă (n. 25 aprilie 1964, Plosca, România Comuna Plosca, Teleorman) este un deputat român, ales în 2012 din partea Partidului Național Liberal și în 2016 din partea ALDE.
În timpului mandatului a trecut la grupul parlamentar Liberal Conservator (PC-PLR).